# دنیل فریرا
دنیل فریرا (انگلیسی: Daniel Ferreyra؛ زادهٔ ۲۲ ژانویهٔ ۱۹۸۲) بازیکن فوتبال اهل آرژانتین است.
از باشگاه‌هایی که در آن بازی کرده‌است می‌توان به باشگاه فوتبال ریور پلاته و باشگاه فوتبال روساریو سنترال اشاره کرد.